# Чёрный островной погоныш
Чёрный островной погоныш (лат. Zapornia atra) — вид нелетающих птиц рода из семейства пастушковых (Rallidae), эндемик острова Хендерсон из группы Островов Питкэрн. Наиболее близкий вид — погоныш-крошка (Zapornia pusilla). Естественная среда обитания вида — субтропический или тропический влажный низинный лес.

## Описание
Чёрный островной погоныш примерно на треть больше, чем родственный Zapornia tabuensis, его закруглённые крылья такой же длины, а хвост ещё короче. По сравнению с последним количество маховых перьев уменьшено с одиннадцати до девяти, а количество рулевых перьев уменьшено до восьми. Клюв среднего размера. Ноги длинные и сильные. Радужная оболочка красная, веки ярко-красные, клюв чёрный с зеленоватым оттенком у основания, который продолжается короткой полосой на верхней стороне клюва. Ноги оранжево-красные, у молодняка несколько коричневатые.

## Биология
Чёрный островной погоныш обыскивает листву на лесной подстилке в поисках пищи, такой как яйца рептилий, насекомых и других членистоногих и улиток. Сезон размножения длится с июля до середины февраля, и в это время часто выращивают два выводка. Кладка состоит из 2-3 яиц. Размножающаяся пара часто получает поддержку от сородичей в защите птенцов от крабов и крыс. По крайней мере 43 % взрослых животных выживают в течение года, и на одного взрослого по крайней мере 0,95 молодых животных в год доживают до возраста одного месяца.

## Распространение и местообитание
Это эндемик острова Хендерсон из группы Островов Питкэрн в южной части Тихого океана. Вид встречается как в густых, так и в открытых лесах на острове. Предпочитает леса с преобладанием пизонии, в смешанных лесах пизонии и ксилосмы, в зарослях Timonius, в лесах с преобладанием пандана, теспезии и Argusia в морских заливах и в кокосовых рощах на пляжах.
Популяция вида составляла более 3200 особей в 1987 году и около 6200 особей в 1992 году. Поскольку использовались разные подсчёты, возможно, что различия связаны с ошибками подсчёта. Однако можно предположить, что в настоящее время популяция достаточно велика, чтобы быть стабильной, и что количество птиц не будет уменьшаться.
Хотя Малая крыса (Rattus exulans) ест яйца и птенцов, нет никаких доказательств того, что крысы могут представлять серьёзную угрозу для вида, поскольку они сосуществовали на острове примерно с VIII века. Однако, чтобы защитить вид, предполагается истребить крыс.

## Охранный статус
Международный союз охраны природы классифицирует природоохранный статус вида как «уязвимый» из-за небольшого ареала.